# CD-Beigabe

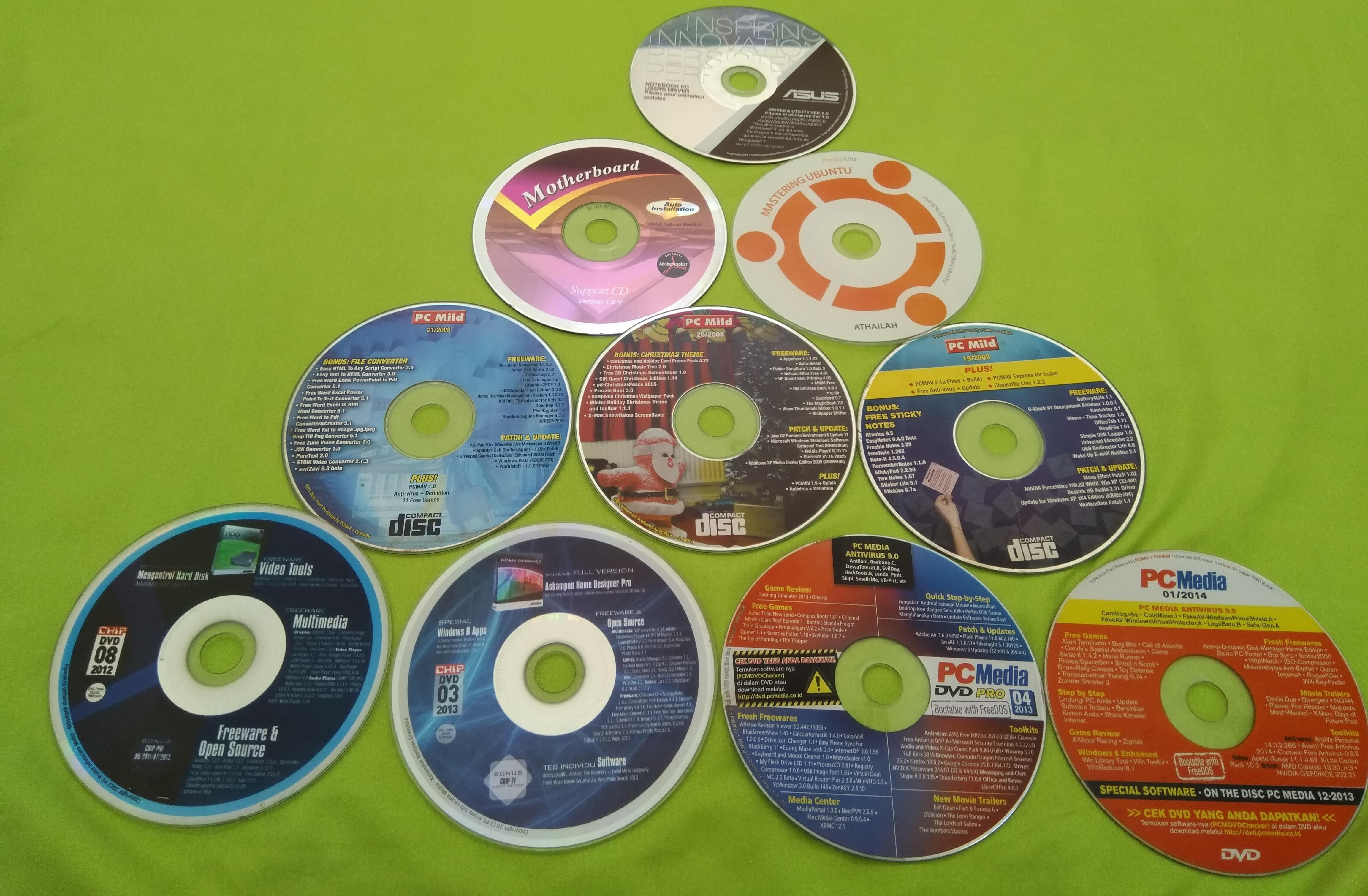
CD/DVD-Beigabe aus indonesischen Computerzeitschriften

Eine CD/DVD-Beigabe (auch: Covermount, CD/DVD-Beilage oder Heft-CD/DVD) ist eine CD/DVD, die von Verlagen und Markenartiklern eingesetzt wird, um eine Publikation oder ein Handelsprodukt attraktiver und verkaufsfördernder zu gestalten oder mit einem zusätzlichen Informationsmedium auszustatten.
Sie kleben in den Zeitschriften oder liegen der Ware bei. Auf den Speichermedien befindet sich hauptsächlich abgespeckte Demo- und Test-Software (Shareware) aber auch Musik, Hörbücher oder komplette Spielfilme. Früher wurden meistens einige kostenlose Programme aus dem Internet (Freeware) oder ältere, abgespeckte Softwareversionen ehemals leistungsfähiger Software als "Vollversionen" hinzugefügt. Letztere stellen die Softwarehersteller den Verlagen manchmal sogar kostenlos zur Verfügung, um Kunden für die neusten Versionen ihrer Software zu gewinnen. Erhältlich ist jedoch auch vollwertige Software (etwa Computerspiele), Musiktitel oder Spielfilme, die nicht mehr ganz aktuell sind. Musikzeitschriften veröffentlichten auch in den 2020er-Jahren weiter CD-Beilagen, etwa mit exklusiv nur auf diesem Weg erhältlichen Alben.
Inzwischen werden Musik-CDs, DVDs mit Blockbuster-Filmen, Dokumentationen oder Hörbücher zur Verkaufsförderung eingesetzt. Nicht nur Zeitschriftenverlage legen ihren Zeitungen gerne Ton- und Datenträger bei, sondern auch Markenartikler setzten heute auf DVD oder CD um einen zusätzlichen Kaufimpuls am POS (Point of Sale) zu setzen. Aber auch Buchverlage fügen teils CDs oder DVDs mit Zusatzinformationen oder Software ihren Publikationen bei. Im Bibliothekskontext wird dann von „mehrteiligen Medien“ gesprochen. Auch weitere Produkte wie etwa Poster, Bausätze oder Warenproben werden Medien teils als Covermount oder Heftbeilage zugefügt.